# Armier Bay
Bajjet l-Armier, angol nevén Armier Bay egy öböl és a mellette álló nyaralótelep Málta nagy szigetének északi végén, Mellieħa helyi tanács területén. Állandó lakossága gyakorlatilag nincs, a nyaralókon kívül mindössze néhány bár és üzlet alkotja a telepet.

## Elhelyezkedése
A legészakibb félsziget végén helyezkedik el, ahol a Marfa-gerinc dombjai leereszkednek a tengerbe. Magát az észak felé nyíló öblöt egy kisebb félsziget két ívre tagolja, ezeket Armier Bay és Little Armier Bay néven ismerik. Mindkettő partja homokos, ami ritka Máltán. Az öböl mögött áll a szinte csak lakókocsik alkotta település. A környéket a L-Aħrax nevű zöldövezet foglalja el, néhány részen kiskertek találhatók.

## Története
A sziget északi félszigete sokáig lakatlan volt, és kimaradt a történelmi eseményekből. Comino szigete és a Fliegu ta' Malta csatorna kalózok búvóhelye volt, ezért a parton is veszélyes lett volna megtelepedni. A Jeruzsálemi Szent János Lovagrend épített először védműveket a partszakaszra: két őrtorony épült, a Szent Ágota-torony ("Vörös Torony", épült Jean Paul Lascaris-Castellar nagymester utasítására) és a Torri ta' l-Abjad (Fehér Torony, épült Martín de Redín utasítására). Ezen kívül ütegek (battery) és védbástyák (redoubt) sora védte az öblöket. A britek megjelenésével (1800 után) a tenger felől fenyegető veszély megszűnt, a félszigetet újra benépesítették, igaz, nagyon gyéren. Ma is leginkább földművelő vidék. A 20. század második felétől a máltaiak egyik kedvelt nyaralóhelye lett, számos bungaló épült legálisan vagy illegálisan. A 2000-es évekre már olyan számban álltak, hogy a hatóságok kénytelenek lépéseket tenni az illegális épületek ellen.

## Nevezetességei
- Torri ta' l-Abjad (White Tower, Fehér Torony, időnként Aħrax Tower): Martín de Redín nagymester építtette a sziget legészakibb kiemelkedésére
- Nyáron lehetőség van vízisportolásra
- Az öböl nyugodt vize alkalmassá teszi vízi utak kiindulópontjának is. Számos csónakház áll itt
- Kilátás északon Kemmuna (Comino) szigetére
- Az öböl strandját a helyiek jobban kedvelik, mint Ramla Bayt, mert a nagyobb távolság miatt kevesebb turista jár ide fürdeni

## Megközelítése
Legegyszerűbben autóval megközelíthető, a Vörös Torony közelében ágazik el a gerincen végigfutó út, onnan lehet letérni Armier Bay irányába. Autóbusz csak nyáron jár erre. Gyalog is elérhető néhány kilométeres sétával a Ramla Bay/Marfa buszmegállótól a parton haladva.